# Procopio II di Gerusalemme
Procopio II (in greco Προκόπιος Β'; ... – 1880) è stato il patriarca greco-ortodosso di Gerusalemme tra il 1873 e il 1875.